# Festival Internacional de Cinema de Berlim 1952
A 2ª edição anual do Festival Internacional de Cinema de Berlim foi realizado entre os dias 12 a 25 de junho de 1952. A FIAPF proibiu o festival de atribuir quaisquer prêmios oficiais por um júri (que apenas Cannes e Veneza estavam qualificados para o fazer), em vez disso, os prêmios foram concedidos pelo voto do público. Isto foi mudado em 1956, quando a FIAPF concedeu Berlim como "status A" durante esse ano.
O Urso de Ouro foi concedido ao filme sueco Hon dansade en sommar pelo voto do público. O filme Othello de Orson Welles foi banido do festival devido a seus supostos comentários anti-alemães. O festival realizou uma retrospectiva sobre filmes mudos.

## Filmes em competição
Os seguintes filmes competiram pelos prêmios Urso de Ouro e Urso de Prata:
| † | Vencedor do prêmio principal de melhor filme em sua seção |
| Título                     | Diretor(es)      | País        |
| -------------------------- | ---------------- | ----------- |
| Cry, the Beloved Country   | Zoltán Korda     | Reino Unido |
| Fanfan la Tulipe           | Christian-Jaque  | França      |
| Hon dansade en sommar      | Arne Mattsson    | Suécia      |
| Rashōmon                   | Akira Kurosawa   | Japão       |
| Le Fleuve                  | Jean Renoir      | França      |
| Miracolo a Milano          | Vittorio De Sica | Itália      |
| Un grand patron            | Yves Ciampi      | França      |
| Moglie per una notte       | Mario Camerini   | Itália      |
| Unter den tausend Laternen | Erich Engel      | Alemanha    |

## Prêmios
Os seguintes prêmios foram concedidos por votos do público:
- Urso de Ouro: Hon dansade en sommar por Arne Mattsson
- Urso de Prata: Fanfan la Tulipe por Christian-Jaque
- Urso de Berlim de Bronze: Cry, the Beloved Country por Zoltán Korda